# The Yardbirds
The Yardbirds (транскр.  Јардбердс) једна је од првих енглеских рок група, основана 1963. у Лондону.  У њој су своје каријере започела тројица рок гитариста Ерик Клептон, Џеф Бек и Џими Пејџ. Првобитни звук групе био је базиран на блузу да би касније еволуирао у експериментални поп рок. Група је имала велик број хитова од којих су најпознатије композиције “For Your Love”, “Over, Under, Sideways, Down” и “Heart Full Of Soul”. Музика групе била је кључна веза између британског ритма и блуза и психоделије. Група је поставила и стандарде за настанак и развој хеви метала, који је касније доминирао у звуку групе Лед Зепелин, а гитаристи групе су стекли значајан углед у рок музици.

## Дискографија
- Five Live Yardbirds (1964)
- For Your Love (1965)
- Having a Rave Up with The Yardbirds (1965)
- Roger the Engineer (1966)
- Little Games (1967)
- Birdland (2003)